# David Loosli
David Loosli (* 8. Mai 1980 in Bern) ist ein ehemaliger Schweizer Radrennfahrer.
Nachdem Loosli bei den U23-Strassen-Weltmeisterschaften 2002 die Bronzemedaille gewonnen hatte, wurde er 2004 Mitglied des Radsportteams Saeco Macchine per Caffè. Er blieb bei dieser Mannschaft, die 2005 mit Lampre fusionierte, bis zu seinem Karriereende. Für diese Mannschaft gewann er eine Etappe der Friedensfahrt 2004 und bestritt acht Grand Tours, von denen er sieben beenden konnte.
David Loosli beendete 2011 seine Rennfahrerkarriere und trat am 1. Januar 2012 eine Stelle bei seiner früheren Managementagentur, der IMG (Schweiz) AG, an. Im April 2015 wurde er Mitglied des SRF-Radsport-Expertenteams.

## Palmarès

### Erfolge
2002
- U23-Strassen-Weltmeisterschaften

2004
- eine Etappe Internationale Friedensfahrt

2007
- Schweizer Strassenmeisterschaften

### Platzierung bei den Grand Tours
| Grand Tour            | 2004 | 2005 | 2006 | 2007 | 2008 | 2009 | 2010 | 2011 |
| --------------------- | ---- | ---- | ---- | ---- | ---- | ---- | ---- | ---- |
| Giro d’ItaliaGiro     | −    | −    | −    | −    | 63   | −    | DNF  | −    |
| Tour de FranceTour    | 105  | 99   | −    | −    | −    | 53   | −    | 59   |
| Vuelta a EspañaVuelta | −    | −    | 63   | 85   | −    | −    | −    | −    |